# Juan Varela
Juan Varela es un periodista español nacido en Betanzos, La Coruña el 10 de octubre de 1964. A lo largo de su carrera ha alternado su labor como periodista con la docencia y la asesoría en diferentes grupos de comunicación. 
Actualmente es director de Mediathink Consultores y colaborador habitual de Soitu.es, del diario Público y de la Agencia Colpisa (Vocento).

## Biografía
Completó sus estudios de Ciencias de la Información en la Universidad de Navarra en 1987 y cursó estudios de doctorado en Empresa Periodística en la Universidad Complutense de Madrid.
Comenzó su carrera profesional como redactor en El Ideal Gallego de La Coruña, El Correo de Andalucía de Sevilla, y en los diarios de ámbito nacional del Grupo Prisa El País y Cinco Días. También ha sido subdirector de Diario 16 y de El Periódico de Catalunya y Redactor jefe de Edición del diario El Sol, recibiendo varios premios de la Society for News Design por su trabajo en el diseño de estos periódicos. 
Ha sido el creador y primer director de ADN.es, la apuesta informativa en internet del Grupo Planeta.
Ha ejercido la docencia en la Facultad de Comunicación de la Universidad de Navarra y en varias organizaciones periodísticas internacionales como la IFRA, la World Association of Newspapers (WAN), Adepa (Argentina).
Como consultor destaca por su labor como director en Mediathink Consultores, S.L. además de haber sido uno de los fundadores y miembros del consejo editorial de Cuadernos para periodistas, la revista de la Asociación de la Prensa de Madrid (APM).
Asimismo ha trabajado como asesor periodístico del grupo Vocento, destacando como director de los proyectos de lanzamiento de varios periódicos del grupo. Como consultor periodístico ha dirigido y realizado renovaciones en un centenar de medios de Europa y Latinoamérica. Entre 2016 y 2017 fue director de Diari de Tarragona.
También es el autor del blog sobre periodismo y medios Periodistas 21, que recibió el premio BOBs - Deutsche Welle al Mejor Weblog Periodístico en Español 2004.